# Maipú (departamento de Mendoza)
Maipú é uma localidade da Argentina, chefe do departamento homônimo na província de Mendoza. Faz parte do Grande Mendoza, constituindo a extensão do aglomerado ao sudeste. Juntamente com Luján de Cuyo, é o principal centro do bodeguero da província.
População
O departamento de Maipu tem 172.861 habitantes (INDEC, 2010), o que representa um aumento de 12,5% em relação aos 153,6 mil habitantes (INDEC, 2001) do censo anterior. O chefe da cidade do departamento possui 89.443 censos 2.010. Essa magnitude o coloca como o quarto componente do aglomerado, mas o segundo no crescimento relativo. De acordo com o INDEC, este componente Maipú da Grande Mendoza também inclui as localidades do General Gutiérrez, Luzuriaga e Coquimbito.

## História
O Departamento de Maipú foi criado em 14 de maio de 1858, por decreto do governador Juan Cornelio Moyano, que recebeu da Capitania Geral do Chile a Miseria Real das jurisdições que os aborígenes dos Huarpes conheciam com o nome de Tiasta.
Ele fundou um rancho lá, que em sua morte passou para a propriedade do capitão José Moyano Cabral.
Desde então, começou a ser chamado Potreros de Cabral e tornou-se uma importante publicação conhecida como Rodeo del Medio.
Nessa área, os jesuítas construíram a Capilla de Barrancas e Nossa Senhora das Mercedes da Cruz de Piedra, que em 1855 deixou de funcionar porque já era muito antiga e deteriorada. A ação de Nicolás de Ozamis possibilitou a reconstrução do oratório, obra que mais tarde continuou por seu filho, José Alberto de Ozamis.
Esparcidos no lugar da Cruz da Pedra, 38 famílias foram constituídas nos pioneiros e colonizadoras de uma região, que com o passar do tempo seria a zona industrial mais rica da vitivinicultura argentina.
O 9 de janeiro de 1855 diante da imperiosa necessidade de consertar os limites das novas cidades, o governador da província Pedro Pedro Pascual Segura ditou um decreto-lei pelo qual se estabeleceu o perímetro geográfico do futuro Departamento de Maipú, denominado naquele momento Departamento 70 de Campana. No entanto, três meses depois, quando os departamentos de Luján e San Vicente (agora Godoy Cruz) foram criados, o chamado Departamento 70 de Campana foi encerrado nos departamentos criados.

### Criação do Departamento
Em 14 de maio de 1858, o governador da província don Juan Cornelio Moyano, promulgou o decreto-lei pelo qual se estabeleceu que a Cruz de Pedra adotaria doravante o nome de Maipú e teria como ponto de partida o lugar onde foi criado o novo templo, sob o nome de Villa de Maipú.
Posteriormente, em 18 de abril de 1884, o distrito de Barrancas, até então pertencente a San Martín, foi anexado.
Atualmente é um dos dezoito municípios que compõem a província de Mendoza; e ao lado de Capital, Las Heras, Guaymallén, Godoy Cruz e Lujan de Cuyo, integra o Grande Mendoza.